# Mauricio García Ezcurra
Mauricio García Ezcurra (Pamplona, 26 de junio de 1893- fl. Barcelona, 1948) fue un guardia civil y militar español, destacado en el servicio a la República durante la guerra civil española.

## Biografía
Nacido en Pamplona el 26 de junio de 1893, ingresó en la Academia de Infantería de Toledo en 1910. Posteriormente ingresó en la Guardia Civil. En julio de 1936 ostentaba la graduación de comandante y se encontraba destinado en la comandancia de Guipúzcoa, oponiéndose activamente a la sublevación militar. García Ezcurra lideró el asalto al hotel «María Cristina», uno de los núcleos de la sublevación en San Sebastián. Tras la conquista de Guipúzcoa por los «nacionales» se retiró a Francia, regresando posteriormente a Cataluña. A lo largo de la contienda ostentó el mando de la 138.ª Brigada Mixta y de una división de Asalto.
Fue condenado a muerte en 1939, por lo que se ocultó en Francia durante dos meses. Tras su regreso fue capturado y sentenciado a 15 años de condena; pena que cumpliría en la cárcel Modelo de Barcelona.